# Pinocytose

Schéma de principe décrivant la pinocytose

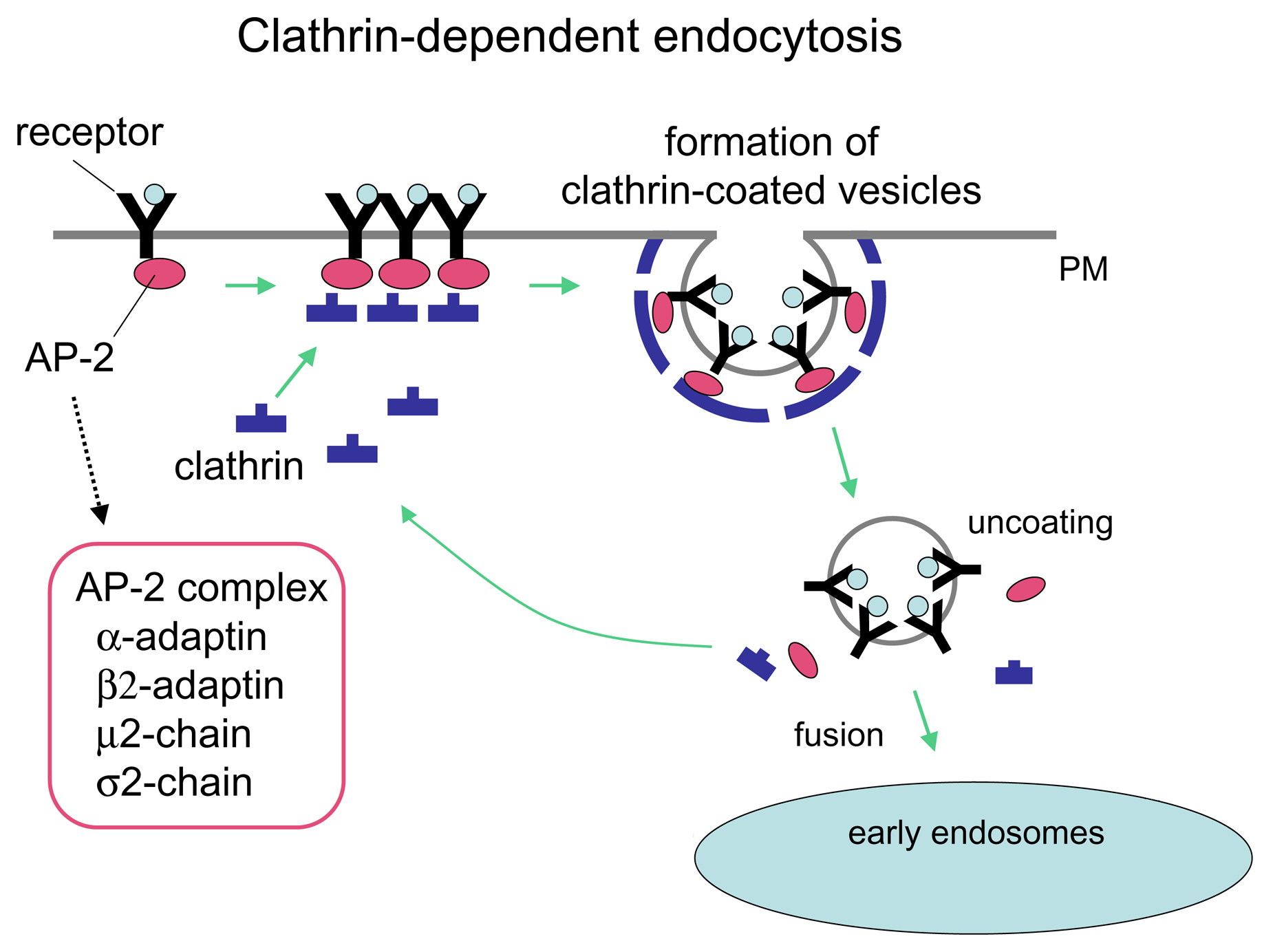
Mécanisme de l'endocytose dépendante de la clathrine.

La pinocytose (pino- (du gr. πίνω « boire »), de cyte (cellule) et du suffixe « -ose », indiquant la destruction ou la mort) est un type d'endocytose permettant la capture de micromolécules et de solutés dans de petites vésicules redirigées vers les lysosomes en vue de leur assimilation. C'est un processus notamment fréquent chez les organismes filtreurs (éponges, moules ou encore microorganismes aquatiques ciliés...). Elle joue aussi un rôle dans l’absorption de certaines toxines.
Contrairement à la phagocytose, la pinocytose est un mécanisme que toutes les cellules eucaryotes utilisent pour capter des substances à partir de leur environnement.

## Différents types de pinocytose selon la voie d'endocytose
On distingue : 
- La macropinocytose, est l'invagination de la membrane cellulaire, par la mobilisation des filaments d'actine, pour former une poche, qui se pince ensuite dans la cellule pour former une vésicule, le macropinosome (0,5-5 μm de diamètre) remplie d'un grand volume de liquide extracellulaire et des molécules à l'intérieur (équivalent à ~ 100 CCV). Le remplissage de la poche se fait de manière non spécifique. Le macropinosome ainsi formé est dirigé vers un endosome précoce pour être digéré dans un lysosome[6].

- L'endocytose clathrine-dépendante (ou endocytose à récepteur) est un processus par lequel les cellules absorbent les métabolites, hormones, autres protéines - et dans certains cas les virus - par le bourgeonnement des vésicules membranaires contenant des protéines avec des sites récepteurs spécifiques. Il s'effectue en plusieurs étapes:
  1. Les molécules cargo sont reconnues par un récepteur auquel elles se lient.
  2. Le complexe ainsi formé est couplé, côté cytosolique, à un complexe adaptateur à la clathrine (AP-2) composé d'adaptines.
  3. Un réseau de clathrines se forme provoquant l'invagination de la membrane et la formation d'une vésicule (CCV: clathrin-coated vesicle).
  4. La CCV se détache de la membrane sous l'action de la dynamine.
  5. La vésicule de transport formée est dirigée dans le cytosol par le cytosquelette (plus particulièrement par les microtubules) avant de perdre son manteau de clathrines pour fusionner avec un endosome précoce et être digérée dans un lysosome.
- L'endocytose cavéole-dépendante (ou potocytose[7]) est un type de pinocytose non spécifique par formation des vésicules de 50 à 80 nm de diamètre au niveau de microdomaines membranaires riches en cholestérol et en glycosphingolipides, les radeaux lipidiques. Ces vésicules sont formées de cavéoline qui restent intégrées à la membrane (contrairement aux clathrines). Ces vésicules sont ensuite détachées par la dynamine et dirigées vers un endosome précoce (parfois via la formation d'un caveosome[8] issue de la fusion de caveoles). Les molécules ainsi internalisées peuvent être des petites molécules (comme les folates), des protéines (comme la ferritine ou les lipoprotéines).
- L'endocytose clathrine et cavéole indépendante faisant intervenir des mécanismes impliquant d'autres protéines (RoA, flotillines, CDC42, ARF6) et nécessitant ou non l'intervention de la dynamine. Une étude mécanistique sur l'endocytose non phagocytaire, indépendante de la clathrine, a fait défaut, mais une étude récente a montré comment Graf1 (en) régule une voie endocytaire indépendante de la clathrine connue sous le nom de CLIC / GEEC[9].
- Certains auteurs parlent également d'endocytose fluide (ou de pinocytose au sens strict) qui correspond à la capture non spécifique d'une substance présente en solution dans le volume de milieu extracellulaire ou piégée dans le glycocalyx qui entre dans la cellule lors de chaque invagination de la membrane plasmique. Dans ce cas, la quantité d'une substance particulière qui entre dans la cellule est directement proportionnelle à la concentration de la substance dans le milieu extracellulaire.